# Robert VII. (Auvergne)
Robert VII. (* um 1282; † 13. Oktober 1325 in Saint-Geraldus) war ab 1314 Graf von Auvergne und Boulogne; als Graf von Boulogne wird er auch als Robert III. gezählt. Er war der Sohn des Grafen Robert VI. und der Beatrice de Montgascon, Dame de Montgascon.
Er heiratete am 25. Juni 1303 in Paris in erster Ehe Blanche von Bourbon, genannt Blanche von Clermont, Tochter von Robert von Frankreich, Graf von Clermont-en-Beauvaisis und Beatrix von Burgund, Dame de Bourbon. Aus dieser Ehe stammt:
- Wilhelm XII. († 6. August 1332), Graf von Auvergne und Boulogne ab 1325

Wohl im Dezember 1312 heiratete er in zweiter Ehe Maria von Dampierre (* nach 1286; † 1350 an der „Octave de la fête St Georges“, d. h. wohl am 30. April), Vizegräfin von Châteaudun, Tochter von Wilhelm IV. von Dampierre, genannt Wilhelm ohne Land, Herr von Dendermonde und Crèvecœur (ein Sohn von Guido I., Graf von Flandern), und Alix von Clermont. Kinder dieser Ehe waren:
- Guido († 25. November 1373 in Lleida), genannt Guy de Boulogne, Erzbischof von Lyon, Kardinal (1342)
- Johann I. († 24. März 1386), Graf von Montfort, Auvergne und Boulogne
- Robert, 1326/30 bezeugt
- Gottfried († um 1385), Herr von Montgascon, Vater der Marie de Montgascon, Gräfin von Auvergne
- Mathilde, genannt Mahaut d'Auvergne; ⚭ Juni 1334 Amadeus III., Graf von Genf (* um 1311; † 1367) – die Eltern von Papst Clemens VII.
- Margarete, 1326/72 bezeugt, 1372 geistlich in Moncel
- Maria, 1334 bezeugt

Robert VII. wurde in Le Bouchet (heute Ortsteil von Manzat) bestattet.